# Pogostemon peethapushpum
Pogostemon peethapushpum là một loài thực vật có hoa trong họ Hoa môi. Loài này được Pradeep miêu tả khoa học đầu tiên năm 1998.